# Charon (měsíc)
Charon je největší přirozenou družicí trpasličí planety Pluto. Vzhledem k jeho relativně velké hmotnosti (téměř 12 % hmotnosti Pluta) se o této dvojici těles často hovoří jako o dvojplanetě.

## Objev měsíce
Charon objevil 22. června 1978 americký astronom James Christy, který v té době pracoval na Americké námořní observatoři (U. S. Naval Observatory, USNO) ve Washingtonu, DC, při zevrubné prohlídce zvětšených snímků Pluta a jeho okolí pořízených v průběhu několika předchozích měsíců. Povšiml si při tom slabé hvězdy, která se na snímcích periodicky objevovala a měnila polohu. Z toho usoudil, že se může jednat o dosud neznámého průvodce Pluta. Nejstarší snímky, na nichž bylo toto těleso při systematickém prohledávání archivu snímků spatřeno, pocházely z 29. dubna 1965, ale tehdy uniklo pozornosti.
Dostalo provizorní označení S/1978 P 1. Po potvrzení jeho existence pro něj objevitel navrhl jméno Charon, které schválila Mezinárodní astronomická unie (IAU) v roce 1985. Kromě toho nese také definitivní označení Pluto I; jehož význam se zvýšil v roce 2005 po objevu dalších dvou měsíců Pluta, jimž 23. června 2006 IAU oficiálně schválila jména Nix a Hydra spolu s definitivním označením Pluto II a Pluto III.

## Popis měsíce

### Rotace

Znázornění oběhu Pluta a Charonu kolem společného těžiště

Rotace Charona kolem vlastní osy je vázaná, podobně jako rotace našeho Měsíce, a její perioda tedy odpovídá periodě oběhu měsíce kolem společného těžiště soustavy Pluto–Charon, tj. přibližně 6,4 dne. Způsobilo to dlouhodobé působení slapových sil, které rotaci obou těles zpomalilo, takže obě vykazují rotaci vázanou. Pozorovateli na planetě by proto ukazoval stále stejnou stranu. Také obyvatel Charonu by viděl stále jen jednu polokouli Pluta. Dynamika soustavy této dvojplanety umožnila stanovit značně přesně její souhrnnou hmotnost. Hmotnosti jednotlivých těles, Pluta a Charonu, bylo možno přesněji určit až na základě rozboru pohybu dvou nově objevených malých měsíců Pluta.

### Průměr
Charonův průměr se podle posledních měření odhaduje přibližně na 1212 km a díky této velikosti se měsíc zformoval do téměř kulovitého tvaru. Jeho povrch o rozloze 4,56 mil. km2 zřejmě pokrývá vrstva vodního ledu na rozdíl od Pluta, potaženého jinovatkou z tuhého dusíku.
Průměr Charonu byl nejprve odhadován z jeho pravděpodobného albeda, ale v období od roku 1985 do roku 1990, kdy se Země nacházela v rovině oběhu Charonu kolem Pluta, docházelo k pravidelným vzájemným zákrytům obou těles pozorovatelným ze Země, což znalost rozměrů obou těchto těles značně zlepšilo. V té době se podle různých měření odhady průměru Charonu pohybovaly v rozmezí od 1182 do 1256 km. Dne 11. července 2005 došlo k zákrytu slabé hvězdy C313.2 hvězdné velikosti 14m v souhvězdí Hada (Serpens Cauda) Charonem. Kvůli tomuto jevu pozorovatelnému z Jižní Ameriky tam byly vyslány tři expedice, které využily celkem osmi různých dalekohledů na pěti observatořích. Hodnotu průměru se podařilo výrazně zpřesnit na 1212±3 km. Navíc se na základě porovnání výsledků mezi observatořemi zdá, že na jednom místě povrchu Charonu se možná nachází deprese o hloubce až 8 km.

### Hmotnost
Hmotnost Charonu se rovná přibližně osmině hmotnosti Pluta. Na základě dobré znalosti velikosti tohoto měsíce bylo možné vypočítat i průměrnou hustotu, která činí 1,63 g/cm3. Je tedy asi o 20 % nižší než průměrná hustota Pluta. Z toho vyplývá, že těleso měsíce tvoří z 55±5 % křemičitanové horniny a z 45±5 % led (zmrzlá voda a těkavé látky). Jedná se tedy o typického představitele transneptunických těles.

### Atmosféra
Sledování průběhu začátku a konce zákrytů neodhalilo přítomnost měřitelné atmosféry; vzhledem k citlivosti přístrojů lze odvodit, že tlak atmosféry při povrchu tohoto měsíce nepřevyšuje 11 mPa.

### Povrch
Na povrchu měsíce lze pozorovat jak impaktní krátery, tak útvary vzniklé tektonickými procesy, konkrétně hřebeny, trhliny a údolí. Tyto tektonické útvary vznikly při roztahováni měsíční kůry, což napovídá, že Charon zvětšil svůj objem. V současnosti je zvětšení objemu vysvětlováno tak, že se pod povrchem měsíce dříve nacházel oceán kapalné vody, který postupně zamrzal. Během fázové změny kapalné vody na led došlo ke změně objemu a vzhledem ke skutečnosti, že led má větší objem než voda, v kůře stouplo napětí a popraskala.
Na severním pólu měsíce se nachází tmavá oblast o průměru přibližně 475 km. Neoficiálně se označuje Mordor podle Černé země z díla J. R. R. Tolkiena.

## Vznik Charonu
Kruhová dráha Charonu kolem těžiště soustavy dvojplanety činí možnost, že je zachyceným tělesem, velmi nepravděpodobnou. Počítačové simulace, které v roce 2005 publikoval Robin Camp, poukazují na reálnou možnost, že Charon vznikl před 4,5 miliardou let jako důsledek srážky Pluta s větším tělesem z Kuiperova pásu. Trosky vyvržené z povrchu Pluta při dopadu onoho tělesa se spolu s jeho pozůstatky staly materiálem, z něhož pak akrecí vznikl Charon. Nedostatkem této teorie je okolnost, že podle ní by měl Charon obsahovat méně těkavých složek než Pluto, ale porovnání středních hustot obou těles vede k opačnému závěru. Proto se řada astronomů přiklání k druhé teorii, která zachycení připouští a podle níž v průběhu záchytu Charonu Plutem došlo k jejich tečné kolizi, přičemž energie srážky způsobila jejich částečné ochuzení o těkavé látky, ale nebyla dostatečná k tomu, aby je rozbila na drobné úlomky.
Červeno-šedé barvy Pluta a jeho tří těles se dají taktéž těžko vysvětlit jako úlomky z prudkého dopadu.

## Kosmický průzkum
Charon byl zkoumán zblízka sondou New Horizons, která proletěla kolem Pluta a Charonu 14. července 2015.
Zaznamenaná data odesílala sonda v průběhu roku 2015 a 2016.

## Původ jména
Charón (řecky Χάρων), po němž je měsíc pojmenován, byl převozník, který převážel duše zesnulých přes řeku Acheron v podsvětí. Jméno bylo vybráno proto, že vládcem podsvětí byl bůh Pluton (Hádés), k němuž Charón neodlučně patří.